# Zenon från Kition

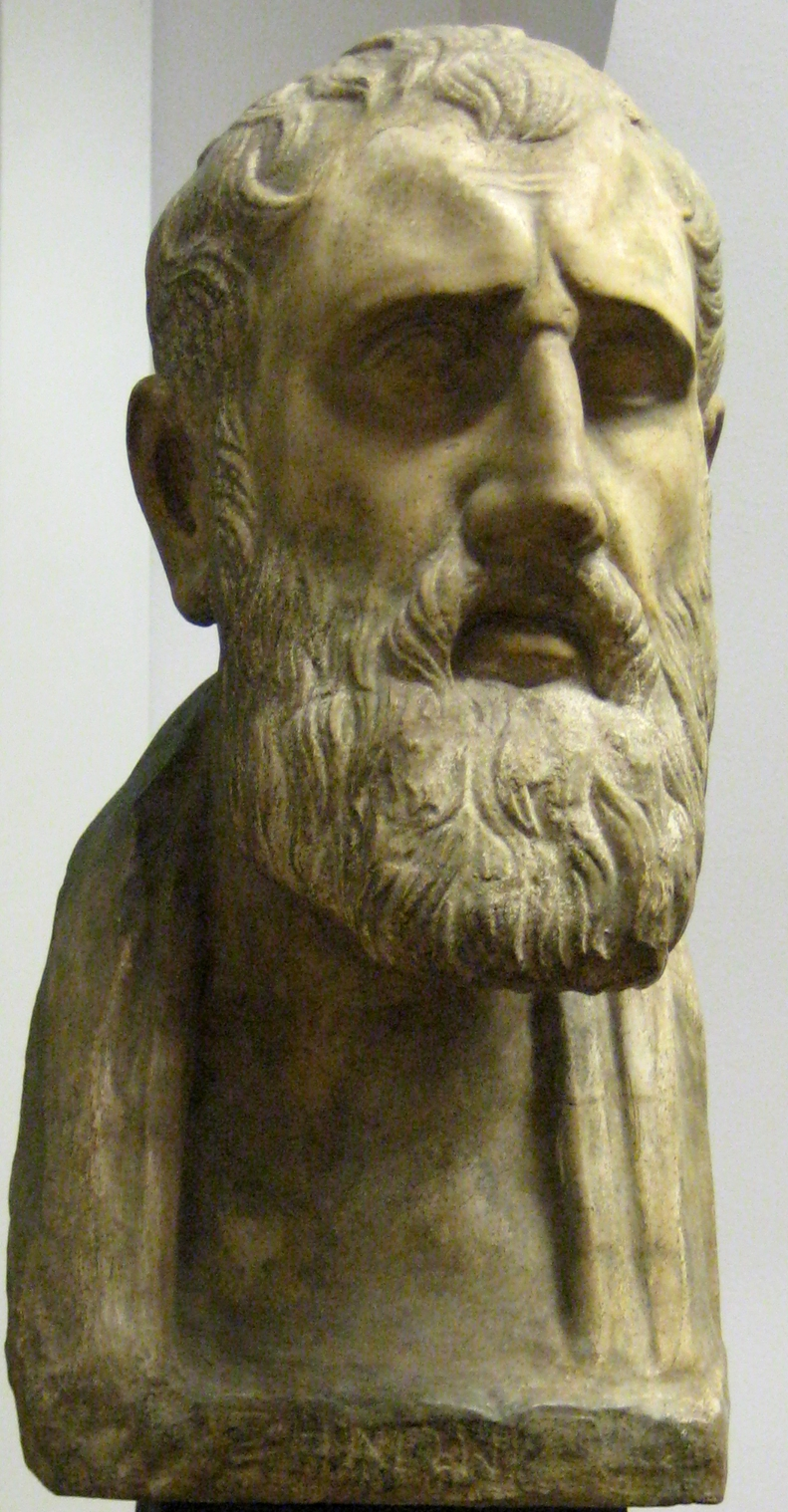
Zenon från Kition

Zenon från Kition, "Feniciern", född 333, död 264 f.Kr., var stoicismens grundare och föddes i Cypern. 

## Biografi
Zenon var ursprungligen en handelsman och hade inte avsett att bo i Grekland, men när hans skepp sjunkit utanför Attikas kust blev han kvar i landet.
Han studerade under Krates från Thebe, Xenokrates och Polemon, och han grundade sin egen skola, Stoa Poikile cirka 300 f.Kr. Han undervisade i etik, och hävdade att man måste kontrollera sig själv och leva i harmoni med naturen, något han själv praktiserade. Han sade att naturen givit oss en mun och två öron, vilket betyder att man bör lyssna dubbelt så mycket som man talar.

Med ordet stoisk menas i dagligt tal en som är orubblig och möter sina svårigheter med huvudet högt. 
| ” | Stålsätt dina känslor så att inte livet skadar dig och gå dit förnuftet leder dig. | „ |

## Anm.
Illustrationen nedan återger Rafaels målning Skolan i Aten, 1511. I detta filosofernas Pantheon återfinns Zenon numrerad som 1 av en sentida illustratör, längst till vänster i bilden; Sokrates är nummer 12, Platon 14, Aristoteles 15 och Rafael själv betecknad med bokstaven R längst till höger i bilden.